# Parque de la Granja
Parque de la Granja är en park i Spanien.   Den ligger i provinsen Provincia de Santa Cruz de Tenerife och regionen Kanarieöarna, i den sydvästra delen av landet, 1 800 km sydväst om huvudstaden Madrid. Parque de la Granja ligger 90 meter över havet.
Terrängen runt Parque de la Granja är huvudsakligen kuperad, men söderut är den platt. Havet är nära Parque de la Granja åt sydost.  Närmaste större samhälle är Santa Cruz de Tenerife, 1,2 km nordost om Parque de la Granja. Runt Parque de la Granja är det i huvudsak tätbebyggt.